# Kupino (Novoszibirszki terület)
Kupino (oroszul: Купино) város Oroszország ázsiai részén, a Novoszibirszki területen; a Kupinói járás székhelye.
Népessége: 14 893 fő (a 2010. évi népszámláláskor).

## Elhelyezkedése
Novoszibirszktől 581 km-re nyugatra, a Kulunda-síkságon, a Csani-tótól délre helyezkedik el, kb. 75 km-re Kazahsztán határától. Vasútállomás a Tatarszk–Szlavgorod közötti vasútvonalon.

## Története
Az európai országrész Kurszki kormányzóságának Kupino nevű falujából áttelepült néhány család alapította 1886-ban a Mohovoje nevű tó partján. Kezdetben a települést a tóról nevezték el, 1909-ben pedig az áttelepültek szülőfalujáról. 1908-tól alsóbb rendű közigazgatási egység (voloszty) székhelye volt.
1900-ban épült fel első temploma, 1915-ben érkezett a faluba az első vonat, 1932-ben mozdonyjavító üzemet létesítettek. A háború idején hadikórházat rendeztek be, és a település 1944-ben város címet kapott. Az 1950-es évektől kezdve épültek ki a városi intézmények és a szolgáltatások alapvető létesítményei.